# Jacob Derk Carel van Heeckeren van Kell
Jacob Derk Carel van Heeckeren van Kell (Bingerden, 5 april 1854 - aldaar, 28 mei 1931) was een diplomaat en politicus.
Van Heeckeren van Kell was een zoon van de politicus Willem baron van Heeckeren van Kell. Hij was afgestudeerd jurist en gepromoveerd en was baron. Als lid van de Anti-Revolutionaire Partij was hij tussen 1904 en 1910 lid van de Eerste Kamer in Nederland, terwijl hij tevens die periode gezant van de Nederlandse regering in Zweden was.
Kuyper zou hem als minister van Buitenlandse Zaken hebben gewenst. Hij werd in 1904 als genoegdoening na een conflict tot Eerste Kamerlid gekozen. Hij onthulde in 1910 in een besloten Kamervergadering dat de Duitse keizer in 1904 de Nederlandse regering had gewaarschuwd voor een mogelijke Duitse bezetting. Dit tot ongenoegen van minister Van Swinderen, die de bewering glashard ontkende. De informatie was overigens op zich juist. De onthulling leidde tot verwijdering tussen hem en Kuyper en hij keerde in 1910 niet terug in de senaat.
- Biografisch Portaal: 50280995
- International Standard Name Identifier: 0000 0003 9322 921X
- Nederlandse Thesaurus van Auteursnamen: 125981627
- Parlement.com: vg09ll1gvkz5
- Virtual International Authority File: 287422590
- WorldCat: E39PBJrRj6XcKmxb6dDP8YkCcP